# Circonscription de Tejo
La circonscription de Tejo est une des 177 circonscriptions législatives de l'État fédéré Oromia, elle se situe dans la Zone Qelem Wellega. Son représentant actuel est Negalegn Yusef Egu.